# ISO 20671
La norme internationale ISO 20671 (Évaluation des marques - Principes et principes fondamentaux) fournit des orientations aux organisations, quelle que soit leur activité ou leur taille, sur l'évaluation des marques.
Cette norme a été élaborée par le comité ISO/TC 289.

## Histoire
La norme a été élaborée par le comité ISO / TC 289, qui a commencé le projet en mai 2016 et l'a terminé lors de la réunion plénière ISO/TC 289 qui s'est tenue à Milan au siège d'UNI du 11 au 13 juin 2018. 
La première édition de l'ISO 20671 a été publiée en mars 2019.
AS International, dont le siège est à Vienne, a jusqu'à présent certifié plusieurs agences d'évaluation de marque ISO 20671 via son entité d'audit ISO mandatée attersee-consulting.com.

## Exigences principales
La norme ISO 20671:2019 adopte la structure avec la ventilation suivante :
1. Objectif
2. Références normatives
3. Termes et définitions
4. Principes de conduite d'une évaluation de marque
  1. Principes généraux
  2. Transparence
  3. Cohérence
  4. Objectivité
5. Fondements de l'évaluation de marque
  1. Général
  2. Éléments
    1. Général
    2. Éléments tangibles
    3. Éléments de qualité
    4. Éléments d'innovation
    5. Éléments de service
    6. Immobilisations incorporelles

  3. Dimensions
    1. Taille légale
    2. Taille du client / autre partie prenante
    3. Taille du marché
    4. Taille de l'environnement économique et politique
    5. Dimension financière
6. Considérations sur l'évaluation de la marque
  1. Personnel
  2. Pratiques et processus
  3. Audit d'évaluation de marque
  4. Source de données
  5. Résultats de l'évaluation de la marque

- Annexe A (informative). Exemples d'indicateurs pour les éléments et les dimensions
- Bibliographie